# Caproni Ca.103
Il Caproni Ca.103 fu un bombardiere biplano bimotore sviluppato dall'azienda italiana Aeronautica Caproni nei tardi anni venti e rimasto allo stadio di prototipo.
Estrema evoluzione della serie iniziata con il precedente Ca.73, caratterizzata dalla velatura sesquiplana invertita e della collocazione dei motori in tandem sopra la fusoliera ed in configurazione traente-spingente, sviluppato in parallelo con i monoplani pari ruolo Ca.101, trimotore, e Ca.102, bimotore, non riuscì ad imporsi nei confronti di questi ultimi, risultati superiori grazie alla loro impostazione più moderna, ed il progetto venne abbandonato.

## Tecnica
Il Ca.103, realizzato in tecnica mista, riproponeva l'impostazione del precedente Ca.73 e delle sue varianti Ca.80, Ca.82, Ca.88 e Ca.89, bimotore in configurazione traente spingente, velatura sesquiplana invertita, carrello fisso.
La fusoliera, a sezione rettangolare e realizzata con struttura in tubi saldati, integrava la cabina di pilotaggio chiusa a due posti affiancati collocata all'altezza del bordo d'attacco alare ed intercomunicante con le tre postazioni per mitraglieri e puntatore. Posteriormente terminava in un impennaggio monoderiva dotato di piani orizzontali sesquiplani controventati, connessi tra loro da una coppia di montanti "a V", e con il piano inferiore ad incidenza regolabile in volo.
La configurazione alare era sesquiplana invertita a scalamento neutro, ovvero con piano alare superiore con apertura sensibilmente più corta e posizionato direttamente sopra rispetto a quello inferiore, quest'ultimo l'unico dotato di alettoni a fessura con comando differenziale. Le ali, entrambe caratterizzate da un sensibile angolo di diedro positivo, erano collegate tra loro da una serie di coppie montanti in configurazione a travatura Warren.
Il carrello d'atterraggio aveva una configurazione a triciclo classico fisso, con elemento anteriore ad assale interrotto e montante elastico, con ruote scoperte munite di freni, integrato posteriormente da un ruotino d'appoggio orientabile anch'esso ammortizzato elasticamente.
La propulsione era affidata ad una coppia di motori Fiat A.24, dei 12 cilindri a V raffreddati a liquido in grado di erogare una potenza pari a 750 CV (552 kW) ciascuno, posizionati in configurazione traente-spingente in una gondola posta sopra la fusoliera all'apice di un castello tubolare in acciaio che fungeva anche da supporto ai radiatori, collegati l'anteriore ad un'elica bipala, il posteriore ad una quadripala, entrambe a passo fisso.
L'armamento, simile a quello del Ca.89, consisteva in due (o tre a seconda delle fonti) postazioni difensive dotate di mitragliatrici calibro 7,7 mm mentre il carico offensivo consisteva in bombe da caduta stivate all'interno della fusoliera.